# Ocell ratolí capblanc
L'ocell ratolí capblanc(Colius leucocephalus) és una espècie d'ocell de la família dels còlids (Coliidae) que habita zones amb arbusts i matolls d'Àfrica oriental, al sud d'Etiòpia i de Somàlia, Kenya i zona limítrofa de Tanzània.